# Matayba oppositifolia
Matayba oppositifolia là một loài thực vật có hoa trong họ Bồ hòn. Loài này được (A. Rich.) Britton mô tả khoa học đầu tiên năm 1924.